# Kościół św. Jakuba Apostoła w Małujowicach
Kościół św. Jakuba Apostoła – rzymskokatolicki kościół parafialny w miejscowości Małujowice, w województwie opolskim. Świątynia należy do parafii św. Jakuba Apostoła w Małujowicach w dekanacie Brzeg południe, w archidiecezji wrocławskiej.
10 stycznia 1964 oraz 9 grudnia 2009 roku do rejestru zabytków województwa opolskiego zostało wpisane:
- kościół par. pw. św. Jakuba Apostoła, 1 poł. XIV, XV, 1691, XVIII, nr rej.: 695/64 z 10.01.1964 i z 9.12.2009
- d. cmentarz przy kościele, nr rej.: j.w.
- ogrodzenie z bramkami, XV, 1745, nr rej.: j.w.

22 listopada 2022 kościół pw. św. Jakuba Apostoła w został uznany za pomnik historii.

## Historia i architektura

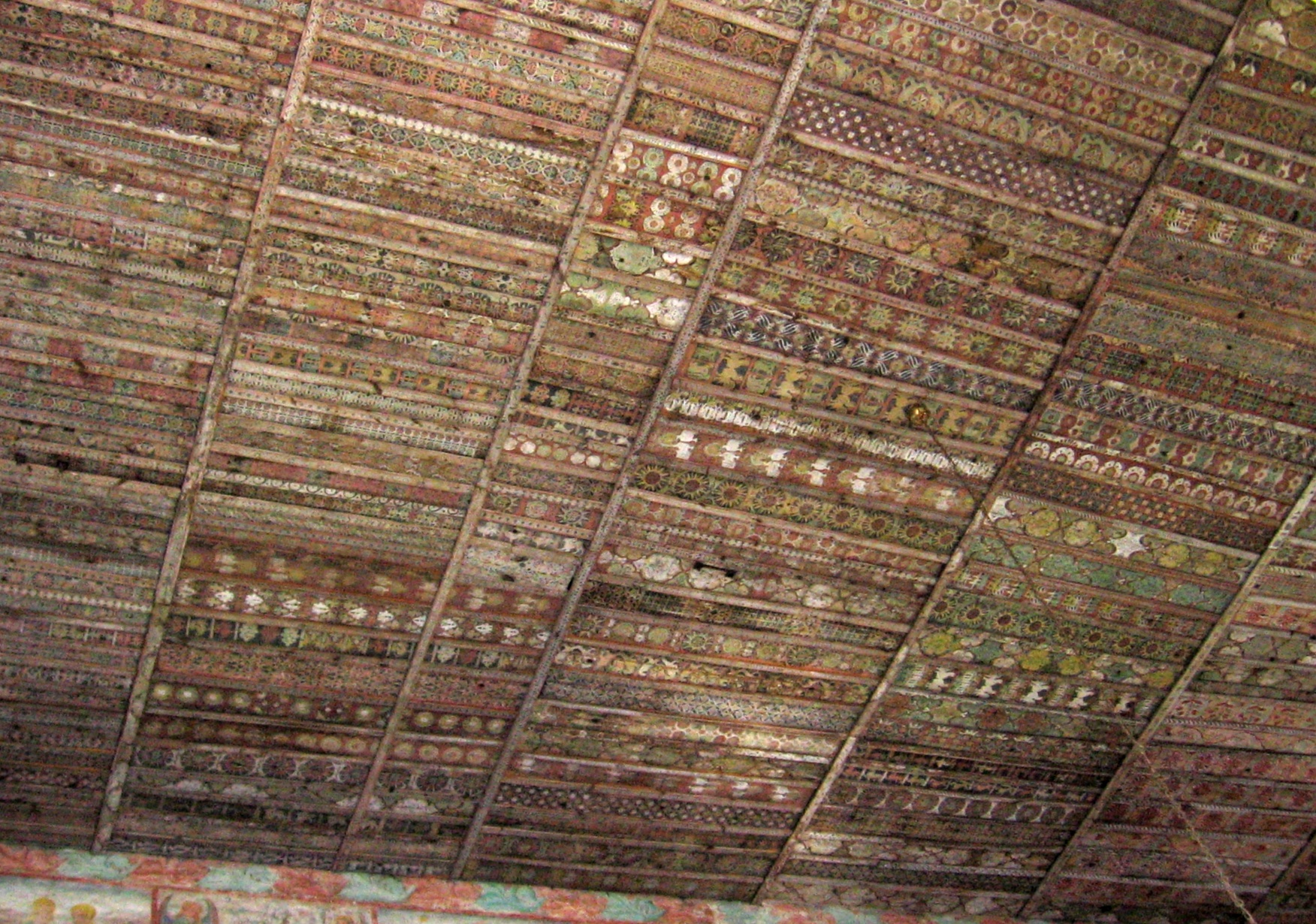
Drewniany strop kościoła w Małujowicach; składa się z 640 kolorowo malowanych przy użyciu skórzanych szablonów desek, każda zdobiona innym wzorem

Murowany kościół parafialny w Małujowicach został zbudowany w stylu gotyckim w 1250 roku. Na początku XV wieku dobudowano wieżę, przedsionek oraz rozpoczęto pokrywanie ścian wnętrza kościoła polichromią o tematyce religijnej. W 1. połowie XIV wieku został przebudowany i rozbudowany. Zmianom tym patronował wówczas Samborius, właściciel miejscowości. W latach 60. XIV wieku powstały wczesnogotyckie polichromie o tematyce staro- i nowotestamentowej. W czasie wojen husyckich kościół został częściowo zniszczony. Po zakończeniu wojen odbudowany, a prace malarskie wnętrza świątyni zostały zakończone w 1480 roku. Na początku XVI wieku został zbudowany nowy strop, który pokrywa 600 desek pomalowanych w barwne ornamenty roślinne (tzw. labry) i zwierzęce. W latach 1309–1534 kościołem opiekowały się siostry dominikanki z Wrocławia. W 1526 roku kościół został przejęty przez ewangelików, w których rękach był do czasu zakończenia II wojny światowej.
W 1817 roku wszystkie polichromie zostały pokryte tynkiem, dopiero w latach 60. XIX wieku odkryto je i poddano prymitywnej konserwacji, polegającej m.in. na domalowaniu brakujących i słabo zachowanych elementów. W 1945 roku kościół został przekazany katolikom, a w 1964 roku odkryto pod tynkiem, na strychu budowli, najstarsze fragmenty polichromii.

## Zabytki we wnętrzu

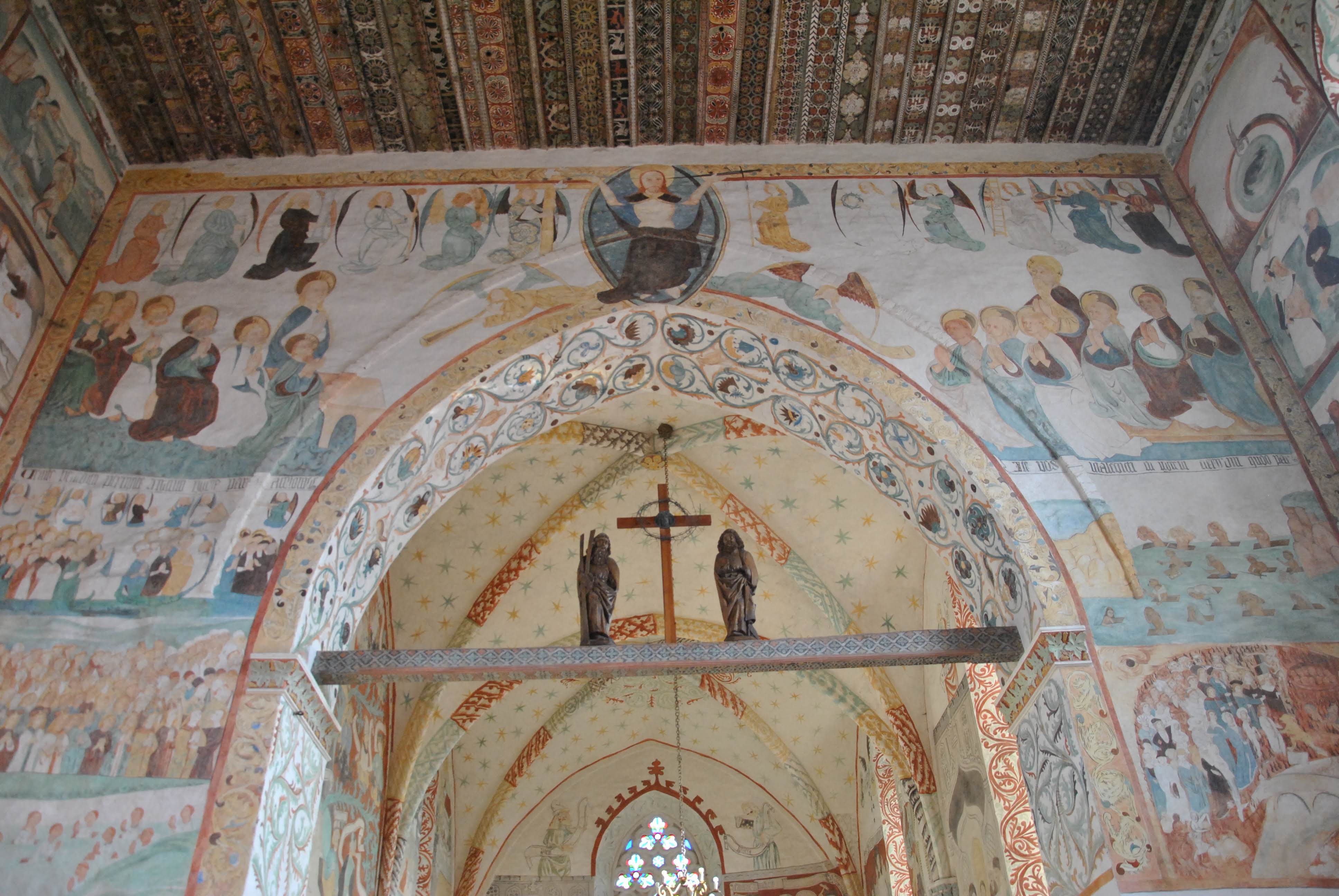
Belka tęczowa w kościele w Małujowicach wraz ze sceną ukrzyżowania oraz malowidła ścienne.

Kościół ma jeden z najbogatszych w Polsce cykli gotyckich malowideł ściennych. Wszystkie ściany wewnętrzne kościoła, tj. nawa, prezbiterium i ściana tęczy opatrzone są malowidłami. Tworzą one największy w Polsce, bo liczący blisko tysiąc metrów kwadratowych zespół malowideł z czasów późnego średniowiecza. Są wśród nich unikatowe i rzadkie w symbolice sakralnej przedstawienia maryjne (w prezbiterium), wyjątkowa scena ukrzyżowania Chrystusa przez cnoty (zinwentaryzowano jedynie 12 podobnych przedstawień w świecie!), największy w Polsce średniowieczny cykl ilustracji biblijnych (razem 96 obrazów) tworzący zespół tzw. Biblii Pauperum (czyli "Biblii Ubogich" – w zamierzchłych czasach niepiśmiennym osobom przekazywano słowo boże za pomocą obrazów), a także niezwykłej urody, największy rozmiarowo (258 metrów kwadratowych) w Polsce strop, wykonany z 640 pomalowanych desek z drewna jodłowego. Na łuku tęczy przedstawiona jest oryginalna wizja Sądu Ostatecznego - sceny, która zdobi również watykańską Kaplicę Sykstyńską. Dzięki temu kościół zyskał przydomek „śląskiej Sykstyny”. W latach 2010–2012 ekipy specjalistów z Międzyuczelnianego Instytutu Konserwacji i Restauracji Dzieł Sztuki Akademii Sztuk Pięknych z Warszawy i Krakowa oczyściły malowidła z XIX wiecznych naleciałości i dokonały ich konserwacji.
Cennym zabytkiem jest rzeźbiony, gotycki portal z tympanonem przedstawiającym koronację Matki Bożej, św. Elżbietę oraz pokłon Trzech Króli narodzonemu dzieciątku Jezus. Tympanon obramowany jest cyklem rzeźb Panien Mądrych i Głupich oraz rzeźbionymi rozetami i elementami roślinnymi. Całość terenu wokół kościoła okala mur kamienny pochodzący z XV wieku.
Świątynia jest obecnie najważniejszym punktem Brzeskiego Szlaku Średniowiecznych Polichromii. Z racji swego "jakubowego" wezwania kościół leży też na prowadzącym z Brzegu do Oławy, opolsko-dolnośląskim fragmencie odcinka pątniczego szlaku św. Jakuba. Został uznany za jeden z 7 Nowych Cudów Polski w plebiscycie National Geographic Traveler.